# Юань Цзайдэ, Иосиф
Иосиф Юань Цзайдэ (кит. 袁在德 若瑟, 1766 — 24 июня 1817, Чэнду) — святой Римско-Католической Церкви, священник, мученик.

## Биография
Иосиф Юань Цзайдэ родился в многодетной католической семье в 1766 году в провинции Сычуань. В 1782 году в возрасте 16 лет поступил в семинарию. В 1795 году был рукоположён в священника, после чего Иосиф Юань Цзайдэ был послан на миссионерскую деятельность в северно-западную часть провинции Сычуань. 9 июля 1816 года Иосиф Юань Цзайдэ был арестован вместе с группой христиан и подвергнут жестоким пыткам, чтобы заставить его отказаться от христианства. В дальнейшем Иосиф Юань Цзайдэ был осуждён на смертную казнь, которая состоялась через удушение 24 июня 1817 года в городе Чэнду.

## Прославление
Иосиф Юань Цзайдэ был беатифицирован 27 мая 1900 года Римским Папой Львом XIII и канонизирован 1 октября 2000 года Римским Папой Иоанном Павлом II вместе с группой 120 китайских мучеников.
День памяти в Католической Церкви — 9 июля.

## Источник
- George G. Christian OP, Augustine Zhao Rong and Companions, Martyrs of China, 2005, стр. 52  (англ.)